# NGC 1637
إن جي سي 1637 مجرة حلزونية متوسطة على بعد يقدر بحوالي 30 مليون سنة ضوئية في اتجاه كوكبة النهر تم رصد مستعر (SN 1999em) في المجرة
|  |  |